# Hrabstwo Steele (Minnesota)

Piramida wieku hrabstwa

Hrabstwo Steele ze stolicą w Owatonna znajduje się w południowej części stanu Minnesota, USA. W roku 2010 zamieszkiwało je 36 576 osób.

## Warunki naturalne
Hrabstwo zajmuje obszar 1119 km² (432,16 mi²), z czego 1113 km² (429,55 mi²) to lądy, a 6 km² (2,62 mi²) wody. Graniczy z 5 innymi hrabstwami:
- Hrabstwo Rice (północ)
- Hrabstwo Waseca (zachód)
- Hrabstwo Freeborn (południe)
- Hrabstwo Mower (południowy wschód)
- Hrabstwo Dodge (wschód)

### Główne szlaki drogowe
| - Interstate 35 - U.S. Highway 14 - U.S. Highway 218 - Minnesota State Highway 169 |

## Demografia
Według spisu z 2000 roku hrabstwo zamieszkuje 33680 osób, które tworzą 12846 gospodarstw domowych oraz 9082 rodzin. Gęstość zaludnienia wynosi 30 osób/km². Na terenie hrabstwa jest 13306 budynków mieszkalnych o częstości występowania wynoszącej 12 budynków/km². Hrabstwo zamieszkuje 95,19% ludności białej, 1,07% ludności czarnej, 0,10% rdzennych mieszkańców Ameryki, 0,85% Azjatów, 0,02% mieszkańców Pacyfiku, 1,65% ludności innej rasy oraz 1,12% ludności wywodzącej się z dwóch lub więcej ras, 3,76% ludności to Hiszpanie, Latynosi lub inni. Pochodzenia niemieckiego jest 38,6% mieszkańców, 18,5% norweskiego 5,2% czeskiego, a 5,1% irlandzkiego.
W hrabstwie znajduje się 12846 gospodarstw domowych, w których 35,5% stanowią dzieci poniżej 18. roku życia mieszkający z rodzicami, 59,5% małżeństwa mieszkające wspólnie, 7,4% stanowią samotne matki oraz 29,3% to osoby nie posiadające rodziny. 24,6% wszystkich gospodarstw domowych składa się z jednej osoby oraz 10,3% żyje samotnie i jest powyżej 65. roku życia. Średnia wielkość gospodarstwa domowego wynosi 2,57 osoby, a rodziny 3,08 osoby.
Przedział wiekowy populacji hrabstwa kształtuje się następująco: 27,9% osób poniżej 18. roku życia, 8,2% pomiędzy 18. a 24. rokiem życia, 29% pomiędzy 25. a 44. rokiem życia, 21,6% pomiędzy 45. a 64. rokiem życia oraz 13,3% osób powyżej 65. roku życia. Średni wiek populacji wynosi 36 lat. Na każde 100 kobiet przypada 97,5 mężczyzn. Na każde 100 kobiet powyżej 18. roku życia przypada 95 mężczyzn.
Średni dochód dla gospodarstwa domowego wynosi 46106dolarów, a średni dochód dla rodziny wynosi 53981 dolarów. Mężczyźni osiągają średni dochód w wysokości 36366 dolarów, a kobiety 25054 dolarów. Średni dochód na osobę w hrabstwie wynosi 20328 dolarów. Około 4,2% rodzin oraz 6,2% ludności żyje poniżej minimum socjalnego, z tego 7,1% poniżej 18 roku życia oraz 7,1% powyżej 65. roku życia.

## Miasta
- Blooming Prairie
- Ellendale
- Medford
- Owatonna